# Festival régional et international du cinéma de Guadeloupe
Le Festival régional et international du cinéma de Guadeloupe (FEMI) est un festival de cinéma qui a lieu en Guadeloupe, créé en 1992, par Felly Sédécias et Patricia Lavidange. Il a pour vocation de montrer et diffuser des œuvres de qualité de la Caraïbe.

## Présentation
Le festival est initialement consacré aux films de femmes et organisé par des femmes. Il devient ensuite le  Festival Régional et International du Cinéma de Guadeloupe. Il prend ensuite le nom de FEMI, prénom nigérien qui signifie « Aime-moi ». L’équipe organisatrice est en grande majorité féminine.
Le festival FEMI est organisé chaque année par l'association « Images et Cultures du Monde ». Cette structure a pour objet principal d’assurer sur le territoire guadeloupéen la diffusion d’œuvres cinématographiques de qualité de genres et de formats diversifiés venant de la Caraïbe et de l’international.

### Prix
Les films concourent pour une catégorie. Il y a trois catégories : long-métrage, documentaire et court-métrage. Dans chaque catégorie, il y a deux prix.
| Catégorie     | Prix                                                   |
| ------------- | ------------------------------------------------------ |
| Long-métrage  | - Grand prix du FEMI - Prix spécial du Jury            |
| Documentaires | - Prix du meilleur documentaire - Prix spécial du Jury |
| Court-métrage | - Prix du meilleur court-métrage - Prix du jury lycéen |

## Éditions
- En mai 2018, le festival FEMI reçoit l'acteur américain Gary Dourdan en tant qu'invité d'honneur

- En mars 2015, le documentaire Les Marches de la liberté,  de Rokhaya Diallo reçoit le Prix du meilleur film documentaire au Festival régional et international du cinéma de Guadeloupe[2].
- En janvier 2014, le festival FEMI reçoit l'actrice afro-américaine Angela Bassett en tant qu'invitée d'honneur

## Palmarès

### 2021
- Prix du meilleur long-métrage, Pureza, Renato Barbieri
- Mention spéciale du jury, Le lien qui nous unit, Serge Poyotte
- Prix du meilleur documentaire, Breaking the cycle, Darcia Narvaez
- Mention spéciale du jury, Tournée vers La Mecque, Mariette Monpierre
- Prix du meilleur court-métrage, Timoun Aw, Nelson Foix
- Mention spéciale du jury, Fouyé Zetwal, Wally Fall